# Ötz-völgy

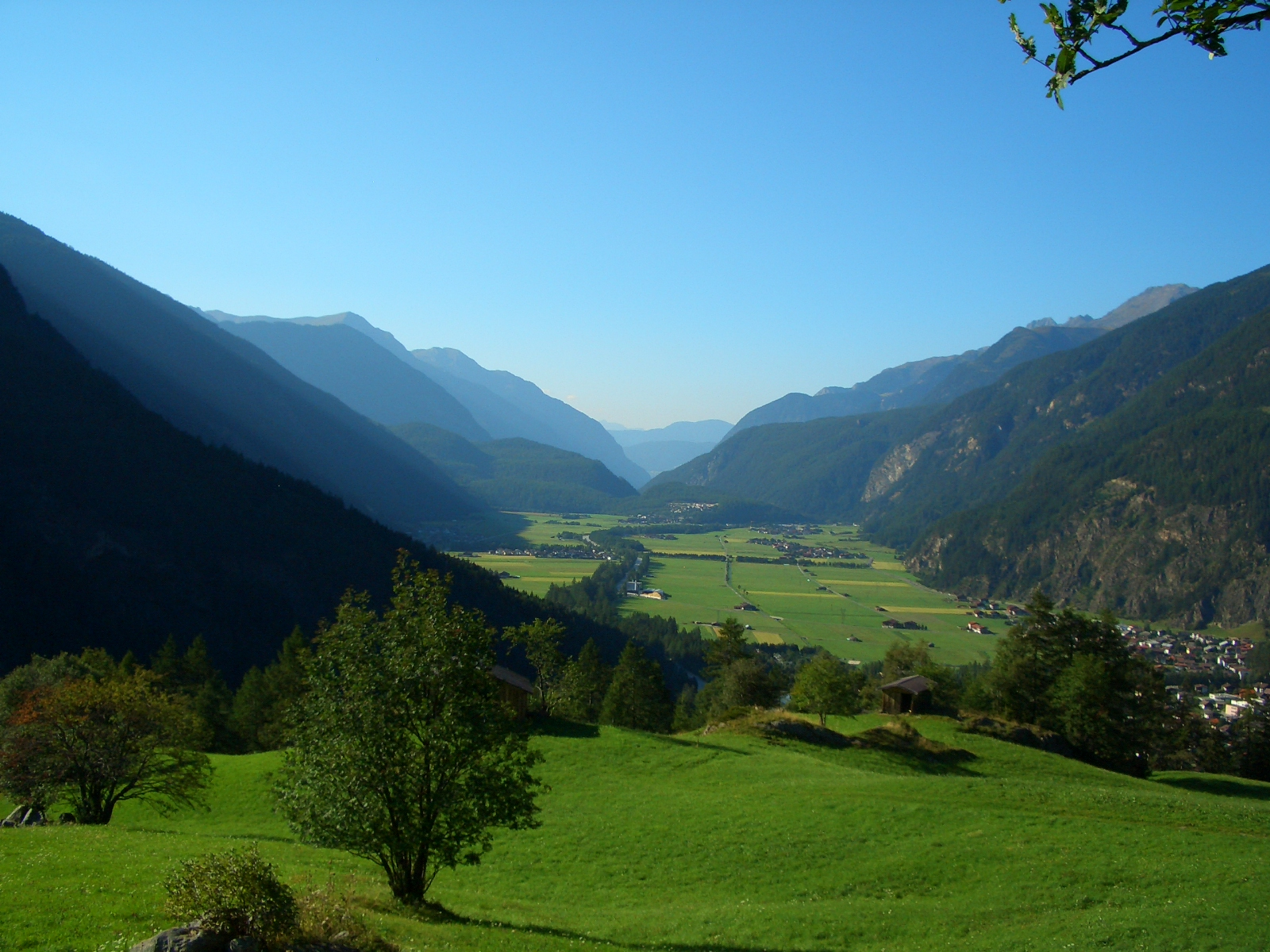
Az Ötz-völgy Längenfeldnél

Az Ötz-völgy (németül Ötztal) Ausztria tiroli részén található, párhuzamos a Kauner-völggyel, mely nyugatra található tőle. (A két völgy közé ékelődik a Pitz-völgy.) A hatalmas hegyek miatt egy U alakú utat kell megtenni, mert egyébként nem köti össze semmilyen útvonal a két völgyet, csak az északi bejáratuknál. A völgy az Inn legnagyobb völgye, 67 km hosszú, nagyon változatos a táj képe.
A völgy 700 és 2500 méteres magasság között terül el. 3000 méter feletti magasságba 250 csúcs tör fel. Ezek közül a Wildspitze a legmagasabb, 3776 méterével, amivel Ausztria második legmagasabb csúcsa. A Weisskurgel is közel olyan nagy hegy, csak pár méter a különbség, mivel ez a csúcs 3741 méteres.
A legközelebbi város Imst. Kilenc kis falu található a völgyben, Haiming, Sautens, Oetz, Umhausen, Längenfeld, Sölden, Vent, Obergurgl és Hochgurgl.

## Ötztal kártya
Az Ötztal kártya birtokában szinte mindenhova el lehet menni a völgyön belül. Jó a gondolákra, liftekre, múzeumokba, kiállításokra, buszokra, panorámautakra, a termál fürdőkbe is el lehet vele menni, az Ötz-völgyön belül. E kártyákat 3, 7, vagy 10 napra lehet megvásárolni.

## Külső hivatkozások
- Ötztal.com – Turisztikai honlap